# Paleosibiriska språk
Paleosibiriska språk, även paleoasiatiska språk eller hyperboreiska språk, är ett samlingsnamn på ett flertal språk i nordöstra Asien som inte ingår i några större språkfamiljer. Flera av språken fick kyrilliska skriftsystem på 1920-talet, vilket ledde till intensifierade studier av dem.
Till de paleosibiriska språken räknas nivchiska, jukagiriska, ketiska och de tjuktji-kamtjatkanska språken. Ibland räknas även ainu och eskimåisk-aleutiska språk in i gruppen.
Ket måste numera anses vara ett så kallat isolerat språk, i och med att de närmaste släktingarna (såsom jenisejspråken) dog ut under 1800-talet. 
Jukagiriska anses vara den sista representanten av en större språkfamilj. De övriga språken i språkfamiljen dog ut i samband med ryskans och tjuktjiskans expansion under 1700-talet. Enligt vissa forskare (till exempel Björn Collinder) är denna språkfamilj besläktad med de uraliska språken. 
Trots många försök och forskning har man inte lyckats säkerställa någon släkting till nivch. 
Språken delar ett strukturellt särdrag: de kan alla foga ordbildningselementet till ordstammen så att båda tydligt urskiljs. 
Idag är paleosibiriska språk nästintill utdöda och har ersatts av ryska. Vissa av språken används dock i skolväsendet och lokalradio.